# Данна Паола
Да́нна Пао́ла (полн. имя: Данна Паола Ривера Мунгия; исп. Danna Paola Rivera Munguía, род. 23 июня 1995 в Мехико) — мексиканская актриса и певица.

## Биография
Впервые появилась на телевидении в 1999 году в мексиканской версии «Улицы Сезам» и вскоре начала сниматься в телесериалах, где сыграла множество заметных ролей. Наиболее известная из них — главная роль Патито в мексиканском молодёжном мелодраматическом телесериале «Atrévete a soñar», выходившим на экраны в 2009—2010 гг. С 2018 по 2020 год снималась в испанском сериале от Netflix «Элита». После окончания съёмок в телесериале возобновила свою музыкальную карьеру, выпустив студийный альбом SIE7E+ в 2020 году и альбом K.O. в 2021 году.

## Работы

### Фильмография
Телевидение
| Год       | Название                              | Роль                             | Примечания |
| --------- | ------------------------------------- | -------------------------------- | --- |
| 1999      | Plaza Sésamo                          | Danny                            | Мексиканская версия «Улицы Сезам» |
| 2000      | Rayito de luz                         | Lupita Lerma                     | Как Danna Paola Rivera. |
| 2001      | María Belén                           | María Belén García Marín         | |
| 2002      | ¡Vivan los niños!                     | Estrella                         | |
| 2002      | El privilegio de mandar               | В роли себя самой                | Партнёрша по танцам Bernardo de la Garza, предварительного кандидата в президенты от Partido Verde Ecologista, в скетче «Bailando por un hueso» |
| 2003      | De pocas, pocas pulgas                | Энни                             | |
| 2003      | La Familia P. Luche                   | María Belén                      | Эпизоды «La novia de Ludoviquito» и «Ludovico en la escuela»                                                                                    |
| 2003      | Hoy                                   | Hostess                          | |
| 2004      | Alegrijes y rebujos                   | Amy Granados                     | В концовке |
| 2004      | Amy, la niña de la mochila azul       | Amy Granados                     | |
| 2005      | Наперекор судьбе                      | Natalia Ríos (в детстве)         | |
| 2005      | Pablo y Andrea                        | Andrea Saavedra                  | |
| 2005      | La energía de Sonric’slandia          | В роли себя самой                | Приглашённая звезда |
| 2007      | Muchachitas como tú                   | Paola                            | |
| 2007      | Buscando a Timbiriche: La Nueva Banda | В роли себя самой                | |
| 2007      | La familia P. Luche                   | В роли себя самой                | Эпизод «Niños de oro» |
| 2007      | La hora pico                          | В роли себя самой                | |
| 2007      | Objetos perdidos                      | Девочка                          | Эпизод «Objeto 8» |
| 2008      | Querida enemiga                       | Bettina Aguilar Ugarte           | |
| 2008      | La rosa de Guadalupe                  | Samantha                         | Эпизод «Adiós a la calle» |
| 2009—2010 | Atrévete a soñar                      | Patricia «Patito» Peralta Castro | Осн. на аргентинском телесериале «Patito feo» («Гадкий утёнок»)                                                                                 |
| 2009      | Plaza Sésamo                          | Patricia «Patito» Peralta Castro | Сезон 12, эпизод 11 Поёт песню «Oye mamá». |
| 2009      | Hazme reír y serás millonario         | В роли самой себя                | Сообщник в розыгрыше |

Кино
| Год       | Название                            | Роль                      | Примечания                    |
| --------- | ----------------------------------- | ------------------------- | ----------------------------- |
| 2005      | Наперекор судьбе (телесериал)       | Наталья Риос (девочка)    |                               |
| 2007      | Роза Гваделупе (телесериал)         | Саманта                   |                               |
| 2008      | Возроди во мне жизнь                | Lilia Ascencio (в 12 лет) |                               |
| 2008      | Дорогой враг (телесериал)           | Беттина Агилар Угарте     |                               |
| 2010      | Рапунцель: Запутанная история       | Рапунцель                 | Голос Рапунцель в исп. версии |
| 2011      | Как говорится                       | Маура                     |                               |
| 2015      | Кто есть кто? (телесериал)          | Палома Эрнандес           |                               |
| 2016-2020 | Донья (телесериал)                  | Моника Эрнандес           |                               |
| 2018      | Хосе Хосе: Принц песни (телесериал) | Лусеро                    |                               |
| 2018      | Как дела?                           | Рената                    |                               |
| 2018-2020 | Элита (телесериал)                  | Лукреция                  |                               |

### Театр
| Год  | Название            | Роль               | Примечания                                |
| ---- | ------------------- | ------------------ | ----------------------------------------- |
| 2003 | Regina              | Регина (в детстве) | Мюзикл.                                   |
| 2004 | Anita la huerfanita | Anita              | Главная роль в исп. версии мюзикла «Энни» |
| 2013 | Злая                | Эльфаба            |                                           |

### Дискография
Студийные альбомы
- Mi globo azul (2001)
- Océano (2004)
- Chiquita pero picosa (2005)
- Danna Paola (2012)
- Sie7e+ (2020)
- K.O. (2021)

Мини-альбомы (EP)
- Danna Paola (2007)

Саундтреки к фильмам
- Amy, la niña de la mochila azul vol. 1 (2004)
- Amy, la niña de la mochila azul vol. 2 (2004)
- Pablo y Andrea (2006)
- Atrévete a soñar (2009)
- Atrévete a soñar 2 (2009)
- Enredados (2010)

Сборники
- Lo mejor de Amy, la niña de la mochila azul (2004)
- Atrévete a soñar 1.5 (2009)

Концертные альбомы
- Atrévete a soñar: El concierto (2010)

Другие альбомы
- Mensaje de Paz (2003)
- Regina (2003)
- Anita La Huerfanita (2004)
- Canta como Danna Paola (2005)